# Santiago Yucuyachi
Santiago Yucuyachi là một đô thị thuộc bang Oaxaca, México. Năm 2005, dân số của đô thị này là 742 người.